# Scuderia Gulf Rondini
Scuderia Gulf Rondini var ett italienskt privat formel 1-stall som tävlade en säsong i mitten av 1970-talet.
Stallet med föraren Alessandro Pesenti-Rossi, som körde en Tyrrell-Ford, deltog i fyra deltävlingar säsongen 1976. Det blev en elfteplats i Österrike som bäst.